# Ophiobolus acuminatus
Ophiobolus acuminatus är en svampart som först beskrevs av James Sowerby, och fick sitt nu gällande namn av Duby 1855. Enligt Catalogue of Life ingår Ophiobolus acuminatus i släktet Ophiobolus,  och familjen Leptosphaeriaceae, men enligt Dyntaxa är tillhörigheten istället släktet Ophiobolus,  och familjen Phaeosphaeriaceae. Arten är reproducerande i Sverige. Inga underarter finns listade i Catalogue of Life.